# Petros Leonidis
Petros Leonidis (em grego:  Πέτρος Λεωνιδης; nasceu? – faleceu?) foi um ciclista grego. Ele competiu nos Jogos Olímpicos de Verão de 1948, em Londres.